# Кутаїсі-2 (аеродром)
Аеродром Кутаїсі-2 (ICAO: UGKK) — аеродром у Кутаїсі (Грузія).

## Аварії та катастрофи
- 11 жовтня 1985 року Як-40 «Аерофлоту» виконував рейс 7 з Тбілісі до Поті, але із-за поганих погодних умов в аеропорту Поті літак був перенаправленний на запасний аеродром Кутаїсі-2. Коли погода в Поті почала покращуватися командир вирішив летіти, але літак впав на землю[ru] північніше Міка-Цхакая, в 47 км від Кутаїсі. Причиною стали помилки екіпажу і КПР + погані метеоумови.